# Macrocoma heydeni
Macrocoma heydeni é uma espécie de escaravelho de folha de Marrocos, descrito por Édouard Lefèvre em 1876.